# Toni Pagot
Toni Pagot, pseudoniem van Antonio Pagotto (Milaan, 16 december 1921 - Roncello, 7 juli 2001), was een Italiaans animator en striptekenaar. Zijn bekendste creatie is Calimero, het kleine zwarte eendkuiken dat hij samen met zijn broer Nino ontwierp.
Net als zijn 13 jaar oudere broer Nino was hij verzot op de wereld van animatie en strips. Ze werkten jarenlang samen.
In 1938 richtten ze de eerste Italiaanse animatiestudio op, Pagot Film. In 1949 verscheen Dynamite Brothers, de eerste Italiaanse langspeelfilm. De film was niet echt succesvol en daarom wilde Pagot zich meer concentreren op televisieproducten. Ze belandden in de reclamewereld en werkten nauw samen met de Amerikanen William Hanna en Joseph Barbera.
Calimero creëerde hij samen met zijn broer Nino in juli 1963. Calimero werd oorspronkelijk gebruikt voor reclamefilmpjes van het wasmiddel Ava op de Italiaanse staatstelevisie. Calimero, niet zwart maar smerig, werd door één duik in de tobbe weer spierwit. Later kreeg Calimero een eigen televisieprogramma - zónder reclameboodschap - dat immens populair werd. Oorspronkelijk maakten de gebroeders Pagotto de afleveringen zelf, later werd hun werk voortgezet door een Japanse televisiestudio.
In de jaren 70 keerde Pagot terug naar stripverhalen. Hij is de geestelijk vader van nog heel wat andere televisieseries en stripreeksen.
Pagot overleed op 79-jarige leeftijd in zijn woonplaats in Milaan.

## Privé
Pagot is getrouwd in de kerk San Calimero. Het kuikentje Calimero heeft hij hiernaar vermoemd.
- Biblioteca Nacional de España: XX4979036
- Bibliothèque nationale de France: cb12877985n (data)
- Gemeinsame Normdatei: 1114926213
- International Standard Name Identifier: 0000 0000 8190 2380
- Library of Congress Control Number: nr2001046321
- Nederlandse Thesaurus van Auteursnamen: 071483292
- RKD-Nederlands Instituut voor Kunstgeschiedenis: 232661
- Istituto Centrale per il Catalogo Unico: RAVV074795
- Virtual International Authority File: 121803171
- WorldCat: E39PBJgmHWCtq4JPMVqHDPT4MP